# Città eroina
Città eroina (in bielorusso горад-герой?, horad-hieroj; in russo город-герой?, gorod-geroy; in ucraino місто-герой?, misto-heroi) è un titolo onorario conferito a dodici città ed una città-fortezza dell'Unione Sovietica per il loro eroismo durante la grande guerra patriottica del 1941-1945. Attualmente, 6 di queste città si trovano in Russia, 4 in Ucraina e 2 in Bielorussia. Questa onorificenza simbolica per le città equivale all'onorificenza individuale di Eroe dell'Unione Sovietica, che veniva riconosciuta assieme alla medaglia della Stella d'Oro.
Nel 2022, durante l'invasione russa dell'Ucraina, il titolo di città eroina dell'Ucraina è stato istituito dal governo ucraino in analogia all'onorificenza di epoca sovietica.

## Fortezza di Brėst
La fortezza di Brėst, a Brėst in Bielorussia, era collocata esattamente sul confine appena stabilito tra Unione Sovietica e Germania nazista. Questo confine venne tracciato in un'appendice segreta del Patto Molotov-Ribbentrop e rapidamente stabilito de facto, dopo che le due nazioni invasero e si spartirono la Polonia, nel settembre 1939, a poche settimane dalla firma del suddetto patto. Data la sua posizione la fortezza ebbe poco preavviso quando le Potenze dell'Asse iniziarono l'invasione il 22 giugno 1941, e divenne il teatro della prima grande battaglia tra soldati e guardie di frontiera sovietici e le forze tedesche del Gruppo d'armate Centro. L'artiglieria tedesca bombardò pesantemente la fortezza; comunque i successivi tentativi di prenderla rapidamente con la fanteria fallirono, e i tedeschi iniziarono un lungo assedio.
La guarnigione di Brėst, circa 4.000 soldati rinchiusi nella fortezza, offrì una strenua resistenza agli assalti tedeschi. Anche se vennero inizialmente sorpresi dall'attacco e in inferiorità numerica e benché fossero isolati dal resto del mondo e a corto di cibo, acqua e munizioni, i difensori combatterono e contrattaccarono fino all'ultimo. I tedeschi impiegarono carri armati, gas lacrimogeni e lanciafiamme ma non riuscirono a spezzare la resistenza sovietica. Dopo che i Tedeschi ebbero catturato la maggior parte delle fortificazioni distrutte, subendo forti perdite, i sanguinosi combattimenti continuarono sottoterra. La battaglia finì solo alla fine di luglio. Il fronte si era per quel momento spostato di centinaia di chilometri verso est. Anche dopo che la fortezza venne conquistata ufficialmente, i pochi difensori sopravvissuti continuarono a nascondersi nei sotterranei e ad assalire i Tedeschi per diversi mesi. La fortezza di Brėst ricevette il titolo di "Fortezza eroina" nel 1965.

## Minsk
La città di Minsk, capitale dell'odierna Bielorussia, venne accerchiata dalle truppe tedesche in avanzata alla fine di giugno del 1941. Intrappolati in una grossa sacca, i Sovietici difesero le loro posizioni disperatamente. La loro resistenza venne spezzata il 9 luglio, con oltre 300.000 soldati sovietici fatti prigionieri. Durante i successivi tre anni di occupazione, i Tedeschi uccisero circa 400.000 civili in città e nei dintorni. L'area di Minsk divenne un centro del movimento partigiano sovietico dietro le linee nemiche. Minsk ottenne il titolo di città eroina nel 1974.

## Smolensk

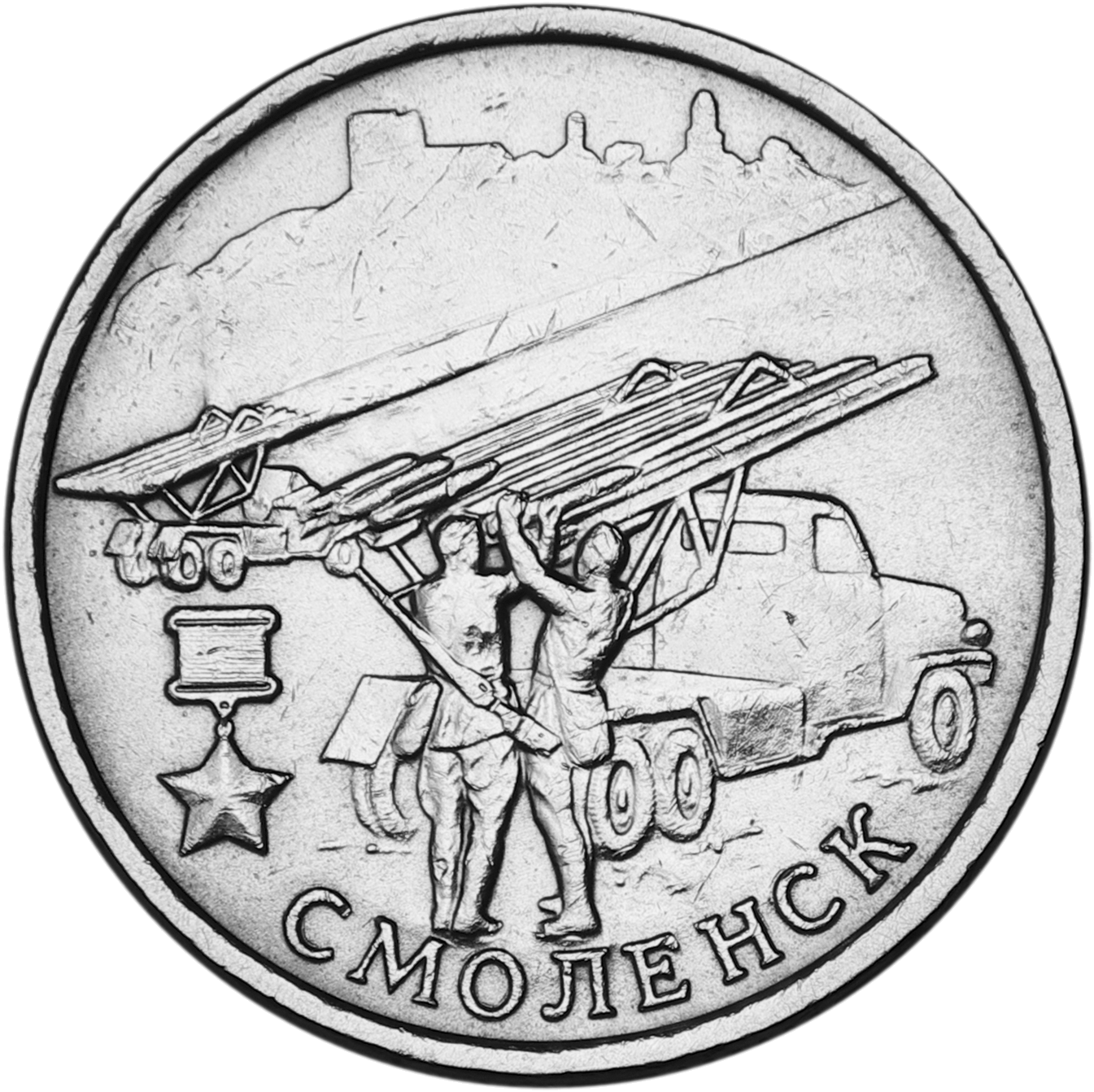
2 rubli, 2000

Situata sulla strada per Mosca, la città di Smolensk assistette ad una selvaggia battaglia che si sviluppò nell'estate del 1941. Le divisioni corazzate tedesche del Gruppo d'armate Centro iniziarono un'offensiva il 10 luglio 1941 per accerchiare le forze sovietiche nell'area di Smolensk. La resistenza sovietica fu dura, e vennero condotti diversi contrattacchi. I Sovietici riuscirono addirittura a spezzare temporaneamente l'accerchiamento tedesco e ad evacuare le truppe fuori dalla sacca. La battaglia finì all'inizio di settembre. I duri combattimenti avevano ritardato considerevolmente l'avanzata tedesca verso Mosca, così che le linee di difesa più ad est poterono essere rinforzate. Smolensk ottenne il titolo di città eroina nel 1985.

## Kiev
La capitale dell'odierna Ucraina divenne sede di una grande battaglia di accerchiamento nell'estate del 1941. Quando i Tedeschi cominciarono la loro offensiva il 7 luglio, le forze sovietiche si concentrarono nell'area di Kiev, dove venne loro ordinato di resistere, e proibito di cedere. La difesa della sacca fu strenua. Migliaia di civili si offrirono volontari per difendere la città. Kiev venne infine presa il 19 settembre. Oltre 600.000 soldati sovietici vennero fatti prigionieri quando la sacca fu ripulita. Durante l'occupazione tedesca di Kiev, centinaia di migliaia di civili vennero uccisi o deportati come lavoratori forzati. Kiev divenne nuovamente un campo di battaglia quando le forze sovietiche in avanzata respinsero i Tedeschi verso ovest, liberando la città il 6 novembre 1943. Kiev ottenne il titolo di città eroina nel 1965.

## Odessa
Ai primi di agosto del 1941, il porto sul Mar Nero di Odessa, situato nell'odierna Ucraina, venne attaccato e assediato dalle truppe rumene che combattevano a fianco dei loro alleati tedeschi. La dura battaglia in difesa della città durò fino al 16 ottobre, quando i resti delle truppe sovietiche, insieme a 15.000 civili, vennero evacuati per mare. La lotta dei partigiani continuò, comunque, nelle catacombe della città. Odessa ottenne il titolo di città eroina nel 1945.

## Murmansk
La città di Murmansk, situata sulla Penisola di Kola, vicino al confine con Norvegia e Finlandia, era un porto di mare e una città industriale importante dal punto di vista strategico. Era l'unico porto sovietico sulla costa settentrionale che non ghiacciava d'inverno, ed era vitale per il trasporto di rifornimenti alleati verso sud. Le forze tedesche, compresi 800 finlandesi sotto il loro controllo, lanciarono un'offensiva contro Murmansk il 29 giugno 1941. Più di 180.000 granate e proiettili infiammabili vennero sparati sulla città. La fiera resistenza sovietica nella tundra e diversi contrattacchi sovietici resero impossibile lo sfondamento tedesco. Le forze dell'Asse cessarono i loro attacchi alla fine di ottobre del 1941, avendo fallito nel prendere Murmansk e nel tagliare la linea ferroviaria careliana. Murmansk ottenne il titolo di città eroina nel 1985.

## San Pietroburgo (Leningrado)
La città di Leningrado, l'odierna San Pietroburgo, fu testimone di una delle più grandi tragedie umane dell'intera guerra. Leningrado, un tesoro di architettura classica e barocca affacciato sul Mar Baltico, era una città con una popolazione di tre milioni di abitanti prima dello scoppio della guerra. Entro l'agosto del 1941, i Tedeschi avevano raggiunto i sobborghi meridionali della città. Le forze finlandesi avevano nel frattempo riconquistato l'istmo careliano a nord-ovest della città, che avevano perso dopo la guerra d'inverno nel 1940.
La città venne completamente isolata dall'accesso via terra l'8 settembre 1941. Essendo bloccato anche il Golfo di Finlandia, l'unico contatto di Leningrado col resto del mondo era una vulnerabile via d'acqua attraverso il Lago Ladoga, poiché il comando finlandese non accettò la richiesta tedesca di avanzare oltre il fiume Svir' e conquistare il resto della costa del lago. Siccome prendere la città sembrava troppo costoso per i Tedeschi, alla luce dell'aspra resistenza sovietica, essi iniziarono invece l'assedio di Leningrado allo scopo di affamare la città fino alla morte. Ben presto, elettricità, acqua e riscaldamento delle abitazioni civili dovettero essere interrotti. Anche tutti i mezzi pubblici vennero fermati.
Migliaia di cittadini di Leningrado morirono per assideramento o per fame nel primo inverno dell'assedio, morendo in casa, nei loro letti, o collassando esausti nelle strade. Nel frattempo l'artiglieria tedesca continuava a tenere la città agonizzante sotto il suo tiro. L'assedio sarebbe durato per 900 giorni, ma Leningrado non si arrese. Quando il lago Ladoga congelava in inverno, veniva aperta la cosiddetta Strada della Vita, che portava verso la sponda meridionale del lago tenuta dai Sovietici. Una fila infinita di camion portava cibo e rifornimenti alla città assediata e evacuava i cittadini al ritorno. Sia i trasporti di cibo che di civili venivano attaccati costantemente dai tedeschi con tiri di artiglieria e incursioni aeree.
Quando le forze sovietiche infine sollevarono l'assedio nel gennaio 1944, oltre un milione di abitanti di Leningrado erano morti per fame o per l'esposizione ai bombardamenti tedeschi. 300.000 soldati erano morti nella difesa e nel portare soccorso alla città. Leningrado ottenne il titolo di città eroina nel 1945. Fu la prima ad ottenere tale riconoscimento.

## Tula

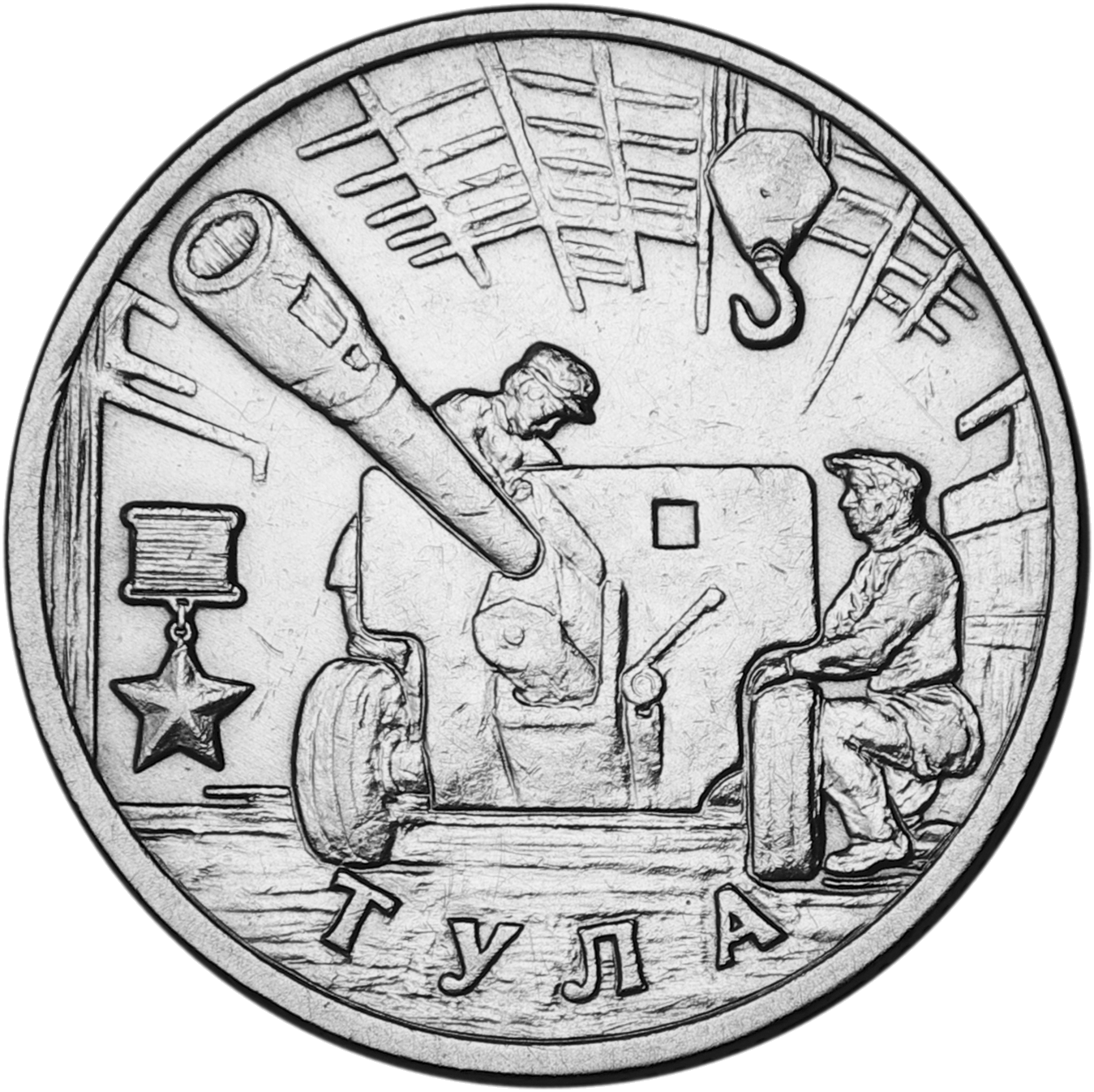
2 rubli, 2000

Tula, una storica città russa con un'importante industria militare a sud di Mosca, divenne l'obiettivo dell'offensiva tedesca per spezzare la resistenza nell'area di Mosca tra il 24 ottobre e il 5 dicembre 1941. La città pesantemente fortificata resistette, comunque, e resse il fianco meridionale durante la difesa sovietica di Mosca e la seguente controffensiva. Tula ottenne il titolo di città eroina nel 1976.

## Mosca
Alle porte della capitale russa, gli invasori tedeschi soffrirono la più decisiva sconfitta del 1941. L'avanzata del Gruppo d'armate Centro tedesco ebbe un arresto a fine novembre del 1941, nei sobborghi di Mosca. Il governo sovietico era già stato evacuato, ma Stalin rimase in città. Combattendo tra determinazione e disperazione, la popolazione della città aiutò la costruzione delle posizioni difensive nelle strade. Le stazioni sotterranee della metropolitana fornivano riparo durante le incursioni aeree. Il generale Georgij Konstantinovič Žukov, che assunse il comando della difesa della città, lasciò la scelta delle tattiche di combattimento ravvicinato ai comandanti locali nei dintorni della città, e si dedicò a concentrare truppe fresche dalla Siberia per un eventuale contrattacco.
La controffensiva sovietica venne lanciata il 5 e il 6 dicembre 1941. Nel freddo intenso di un inverno inusualmente rigido, le forze sovietiche, compresi ben equipaggiati battaglioni di sciatori, sospinsero i Tedeschi esausti fuori dalle porte di Mosca e consolidarono le loro posizioni il 7 gennaio 1942. La vittoria nella battaglia di Mosca fornì un importante spinta al morale della popolazione sovietica. Mosca ottenne il titolo di città eroina nel 1965.

## Sebastopoli

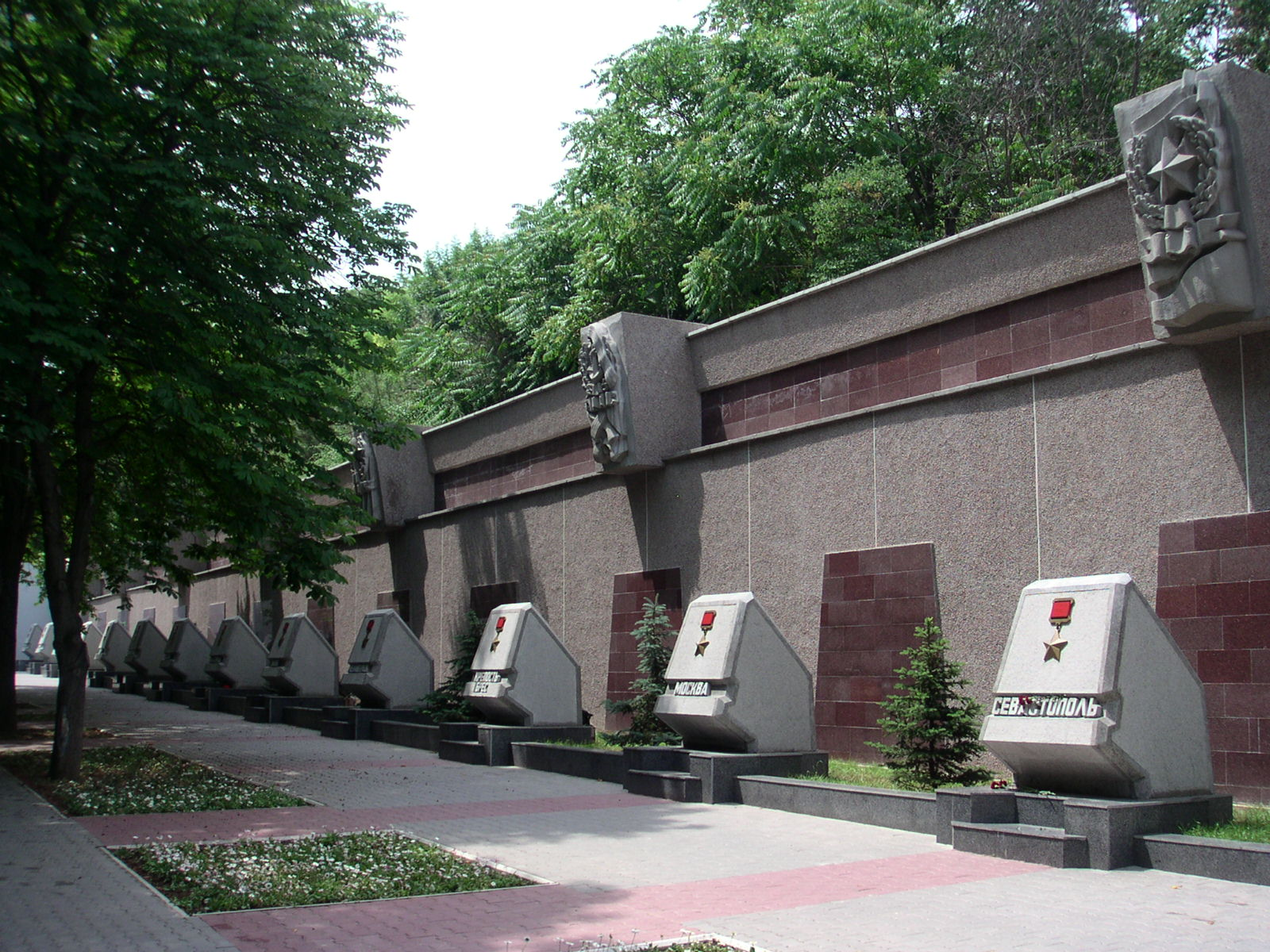
Monumento della Città eroina a Sebastopoli

Il porto sul Mar Nero di Sebastopoli era una fortezza pesantemente difesa nella penisola di Crimea. Le truppe tedesche e rumene erano avanzate fino ai sobborghi della città da nord e lanciarono il loro attacco il 30 ottobre 1941. Avendo fallito la conquista della città, le forze dell'Asse iniziarono un assedio e dei pesanti bombardamenti. Una seconda offensiva dell'Asse contro la città, lanciata nel dicembre 1941, fallì anch'essa, mentre le forze navali e dell'esercito sovietico continuavano a combattere strenuamente. Alla fine la città venne presa nel giugno 1942. Venne in seguito liberata con combattimenti sanguinosi nel maggio 1944. Sebastopoli ottenne il titolo di città eroina nel 1945.

## Kerč
Kerč, un porto nella parte est della penisola di Crimea, formava una testa di ponte sullo stretto che divideva la Crimea dalla Russia meridionale. Dopo duri combattimenti, venne presa dai tedeschi nel novembre 1941. Il 30 dicembre 1941 i sovietici riconquistarono la città con uno sbarco dal mare. Nel maggio 1942 i tedeschi occuparono nuovamente la città, ma i partigiani sovietici resistettero sui pendii nei pressi della città fino all'ottobre 1942. Il 31 ottobre 1943 venne lanciato un altro sbarco navale sovietico. La città ampiamente in rovina venne infine liberata l'11 aprile 1944.

## Novorossijsk

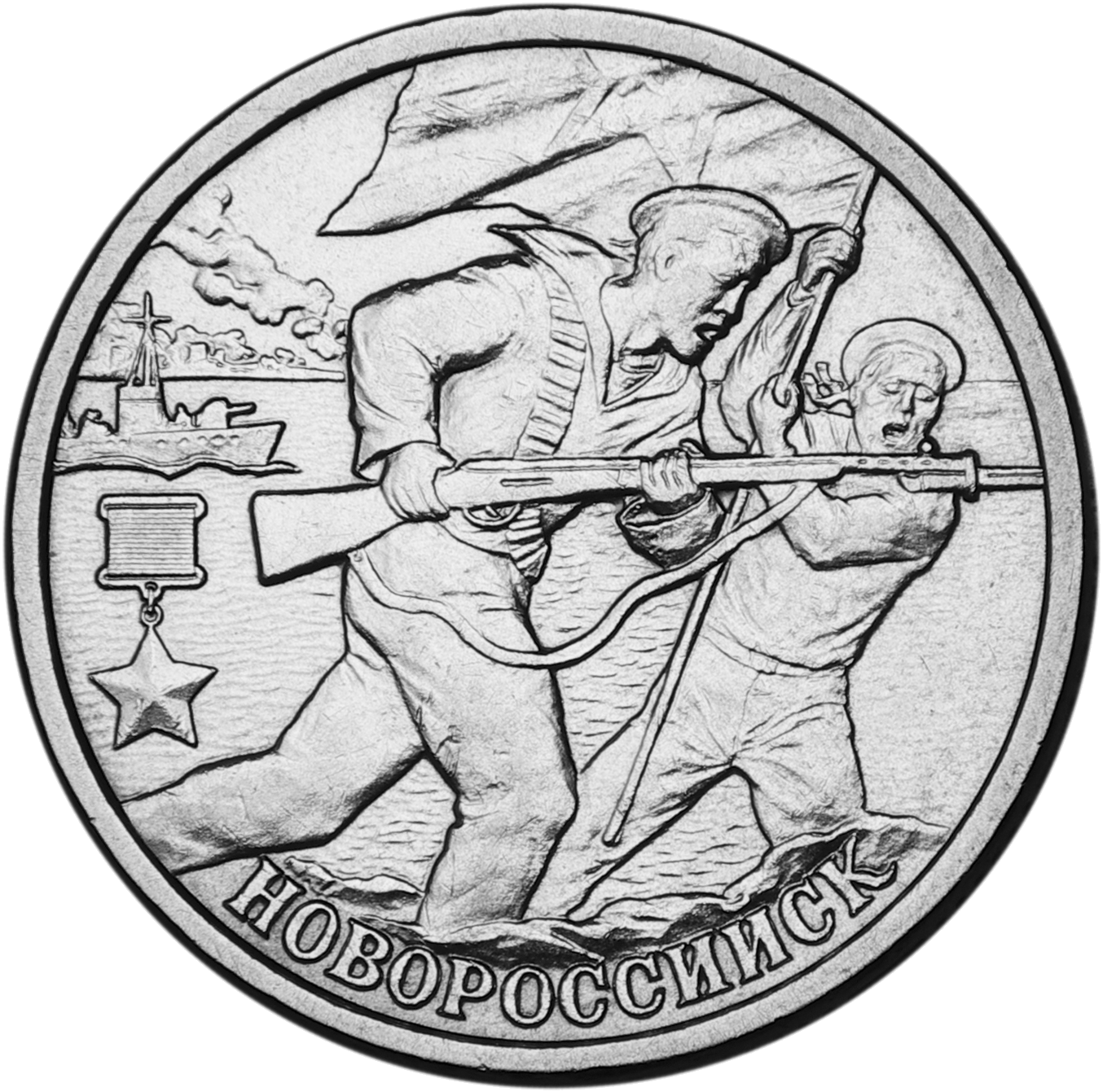
2 rubli, 2000

La città di Novorossijsk, sulla costa orientale del Mar Nero, fornì un caposaldo contro l'offensiva tedesca dell'estate 1942. Gli intensi combattimenti in e attorno alla città durarono da agosto a settembre del 1942. I Sovietici comunque mantennero il possesso della parte orientale della baia, il che impedì ai Tedeschi di usare il porto per far giungere i rifornimenti. Novorossijsk ottenne il titolo di città eroina nel 1973.
Alla città eroina di Novorossijsk la Marina Sovietica ha intitolato due unità navali: la prima unità fu una vecchia corazzata che l'Unione Sovietica ottenne dall'Italia nel 1949 in seguito al trattato di pace in conto riparazione danni di guerra e che in precedenza aveva servito nella Regia Marina con il nome di Giulio Cesare impiegata sia nella prima che nella seconda guerra mondiale; la nave affondò tragicamente nel porto di Sebastopoli nella notte tra il 28 e il 29 ottobre 1955 in seguito ad un'esplosione le cui cause non sono mai state del tutto chiarite. Il nome è stato poi ereditato da un incrociatore portaeromobili entrato in servizio nel 1982 e dismesso nel 1993 dopo la dissoluzione dell'Unione Sovietica.

## Volgograd (Stalingrado)
Volgograd è il nome attuale della città di Stalingrado. La difesa di Stalingrado da luglio a novembre del 1942, la controffensiva del 19 novembre 1942 che intrappolò le forze dell'Asse in città e nei dintorni, e la resa tedesca del 2 febbraio 1943, segnarono il punto di svolta dell'intera seconda guerra mondiale. L'intensità e l'impressionante scala della battaglia di Stalingrado illustrano la ferocia della "Grande Guerra Patriottica". I pesanti bombardamenti tedeschi, che uccisero migliaia di civili, avevano trasformato la città in un panorama di rovine. Gli operai delle fabbriche di armamenti della città iniziarono a consegnare personalmente armi e munizioni ai difensori mentre i Tedeschi si avvicinavano, e alla fine continuarono il combattimento loro stessi.
Altre truppe sovietiche vennero portate in città attraverso il Volga e sotto il fuoco nemico. La superiorità tedesca nei carri armati divenne inutile tra le macerie della guerriglia urbana. I selvaggi combattimenti corpo a corpo nelle strade e nei palazzi continuarono per mesi. L'Armata Rossa spostò la sua riserva strategica da Mosca al basso Volga e trasferì tutti gli aerei disponibili dall'intera nazione nell'area di Stalingrado. I Tedeschi alla fine persero un quarto delle loro forze dispiegate complessivamente sul Fronte orientale, e non si ripresero mai completamente da quella sconfitta. Le vittime totali da entrambe le parti sono state stimate tra 1 e 2 milioni nell'arco di 200 giorni. Stalingrado ottenne il titolo di città eroina nel 1945.

## Lubiana
Il titolo di città eroina (in sloveno mesto heroj) venne conferito anche a Lubiana, la capitale della Slovenia, per l'eroismo dei suoi cittadini durante la seconda guerra mondiale. Ogni anno Lubiana ricorda quei giorni con una commemorazione chiamata Po poteh okupirane Ljubljane (Per le vie della Lubiana occupata).